# Tetraloniella dentata
Tetraloniella dentata là một loài Hymenoptera trong họ Apidae. Loài này được Germar mô tả khoa học năm 1839.